# Larga Marcha 5
Changzheng 5, Long March 5 o Larga Marcha 5 (en chino tradicional 長征五, simplificado. 长征五, pinyin: Changzheng wǔ) conocido también por LM-5, CZ-5, o Changzheng 5, es un vehículo de lanzamiento pesado chino desarrollado por la Academia China de Tecnología de Vehículos de Lanzamiento (CALT). CZ-5 es el primer vehículo chino con un nuevo diseño enfocado en combustibles líquidos desde cero.
El objetivo principal de "Larga Marcha 5" será satisfacer la necesidad de China de lanzar carga en una órbita baja y una órbita geoestacionaria durante los próximos 20-30 años. Se utilizará en dos configuraciones: CZ-5 para lanzar satélites geoestacionarios y sondas interplanetarias, capaz de poner una carga útil de 14.000 kg en GTO., y CZ-5B, optimizado para lanzar módulos pesados, de hasta 25.000 kg, en órbita terrestre baja.
El Larga Marcha 5, en términos de carga útil, es comparable con los vehículos EELV de tipo pesado un poco inferior a lo que fueron el Delta IV Heavy y al Ariane-5 y lo que es el Proton-M.
El lanzamiento inaugural del CZ-5 tuvo lugar el 3 de noviembre de 2016 a las 12:43 UTC, desde el Centro de Lanzamiento de Satélites de Wenchang en la isla de Hainan. El lanzamiento fue un éxito rotundo.
El Larga Marcha 5 también tiene un variante designado el Larga Marcha 5B. Que ha sido usado para la construcción de la Estación Espacial Tiangong y un vuelo de prueba del Mengzhou.

## Preámbulo
La necesidad de nuevos vehículos de lanzamiento chinos surgió a fines de los 90 y principios de los 2000. El desarrollo del programa espacial requiere el lanzamiento de los componentes de las estaciones orbitales, la carga regular y las misiones tripuladas en una órbita de baja referencia, el lanzamiento de satélites pesados en la órbita geoestacionaria y el lanzamiento de vehículos de investigación del sistema solar. El objetivo era crear una serie de vehículos de lanzamiento seguros, confiables y económicos que cubrieran la gama completa de cargas útiles, desde livianas a pesadas. Que posteriormente podrían reemplazar por completo los misiles existentes de las series Larga Marcha 2, 3 y 4. Un paso importante fue la decisión de cambiar la pareja de propergoles altamente tóxicos y costosos UDMH y Tetróxido de dinitrógeno a queroseno, oxígeno líquido e hidrógeno líquido más seguros, productivos y más baratos.
El proyecto se anunció en 2001, pero el trabajo serio en su desarrollo comenzó a partir del 2007. Los planes iniciales incluyeron la creación de la familia Larga Marcha-5 de misiles modulares, cuyas diversas modificaciones podrían llevar cargas de 1,5 a 25 toneladas a una órbita de baja. Posteriormente, se dividió en series separadas según la carga útil: ligera - "Larga Marcha 6", media - "Larga Marcha 7" y pesada - "Larga Marcha 5". La nueva familia de vehículos de lanzamiento utiliza componentes estructurales comunes, incluidos los motores de cohetes, que redujeron significativamente tanto el tiempo como el costo de desarrollo y producción.

### Necesidades

#### Estación orbital
Se utiliza durante la construcción de la Estación Espacial Tiangong a partir del 2021, usando la variante Larga Marcha 5B.

#### Telescopio espacial
Un cohete Larga Marcha 5 se utilizará para poner en órbita el telescopio espacial chino Xuntian, el cual podrá acoplarse con la estación espacial china.

#### Exploración de la Luna
Los cohetes de esta serie están planeados para ser utilizados para implementar el Programa Chino de Exploración Lunar.

#### Exploración de Marte
Además, los científicos chinos planean en 2020, en el marco del programa de exploración de Marte, lanzar una sonda para el estudio del Planeta Rojo con la ayuda del vehículo de lanzamiento Larga Marcha-5 en la órbita de transición de la Tierra y Marte para así empezar a planear nuevos planes a futuro.
Además, el proyecto 2020 Misión china a Marte, programado para 2020.

## Historia del desarrollo
El diseñador jefe actual de la serie de cohetes Larga Marcha 5 es Li Dong de la Academia China de Tecnología de Vehículos de Lanzamiento (CALT). Y el primer diseñador jefe (enero de 2001 a enero de 2006) fue Xu Shenghua. El desarrollador líder del vehículo de lanzamiento Larga Marcha-5 es Long Lehao La Academia de Tecnología de Cohetes Portadores de China y la Academia de Tecnología Aeroespacial de Shanghái emprenden el desarrollo de nivel básico y de refuerzo, respectivamente. El objetivo principal de "Larga Marcha-5" será satisfacer la necesidad de China de lanzar carga en una órbita básica baja y una órbita geoestacionaria durante los siguientes 20 a 30 años.
El proyecto se anunció en febrero de 2001 con el inicio del desarrollo en 2002, el primer lanzamiento del vehículo de lanzamiento se esperaba en 2008. Sin embargo, la financiación se asignó solo en 2007, como lo anunciaron los desarrolladores del proyecto durante la exposición en Dongbei.
Las ideas fundamental del diseño de la serie de cohetes Larga Marcha 5 se centran en la modularidad. La serie implementa un diseño modular y consta de tres módulos con diámetros de 5 metros, 3,35 metros y 2,25 metros. El módulo de 5 metros contiene dos motores YF-77 de 50 toneladas (núcleo uno) o dos motores YF-75D de 9 toneladas (núcleo dos), y el módulo de 3,35 metros contiene dos motores YF-100 de 120 toneladas. El módulo de 2.25 m contiene un motor YF-100 de 120 toneladas. La ventaja del diseño modular es que se pueden ensamblar diferentes módulos en cohetes con diferentes empujes según sea necesario para realizar diferentes tareas. Por ejemplo, el modelo más potente de la serie utiliza dos módulos de 5 metros como propulsor principal y cuatro módulos de 3.35 metros como refuerzo.
Por otro lado se diseñaron tres nuevos motores de cohete, con propergoles no tóxicos, hidrógeno líquido o queroseno como combustible y oxígeno líquido como comburente. Los motores YF-100 de oxígeno líquido y queroseno emplean ciclo de combustión escalonada de alta presión con un empuje de 120 toneladas. EL motor YF-77 de hidrógeno y oxígeno de ciclo con generador de gas de 50 toneladas y un motor YF-75D de hidrógeno y oxígeno de ciclo de expansión de 9 toneladas.
El motor de queroseno de oxígeno líquido YF-100 de 120 toneladas fue probado con éxito el 29 de julio de 2012.Las pruebas fueron realizadas por la Administración Espacial Nacional China (CNSA). Sin embargo, la investigación y el desarrollo anteriores encontraron algunas dificultades, y el progreso se retrasó varias veces. El cohete Larga Marcha 5 completó la segunda prueba del sistema de potencia a nivel central el 23 de marzo de 2015 desde enero de 2016, el Larga Marcha 5 ha; recibido capacitación conjunta en el Centro de Lanzamiento Aeroespacial Wenchang por un total de 140 días.
La planta de producción Changzheng-5 se construyó (la construcción comenzó el 30 de octubre de 2007 ) en la ciudad de Tianjin, cerca del puerto de Tianjin , que se suponía que se utilizaría para la entrega de grandes bloques de BT a los sitios de lanzamiento (el transporte del bloque central de un diámetro de 5 metros solo es posible por agua). Los misiles serán transportados al cosmódromo de Wenchang en la isla de Hainan. Esta fábrica tiene un área de más de medio millón de metros cuadrados, el costo de construcción será de más de 4.5 mil millones de yuanes (US$ 650 millones). La primera fase de construcción estaba programada para completarse en 2009; La finalización de la empresa estaba prevista para 2012.
El Larga Marcha 5 tardó diez años en desarrollarse y realizó con éxito su primera prueba de vuelo el 3 de noviembre de 2016.

## Morfología

### Primera etapa
El CZ-5-500 es la primera etapa de cohete chino completamente criogénico, que se utiliza como la primera etapa del vehículo de lanzamiento.
Se emplean como propergoles criogénicos hidrógeno líquido (combustible) a −252° С y oxígeno líquido (comburente) a −183° С, Antes de esto, China solo tenía experiencia con la tercera etapa de los vehículos de lanzamiento Larga Marcha-3A y Larga Marcha-3B y, en consecuencia, con volúmenes de tanque de combustible significativamente más pequeños y un menor rendimiento del motor.
La altura del etapa es de 33.2 m, y su diámetro 5 m, un peso en seco de aproximadamente 18 toneladas. Las paredes de los tanques de combustible, con una capacidad de 175 toneladas, están hechas de aleación de aluminio. Los tanques poseen mamparos separados. El tanque de oxidante se encuentra por encima del tanque de combustible. El oxidante fluye a los motores a través de tubería que atraviesa el tanque de combustible. Para bombear se utilizan los componentes del combustible en estado gaseoso que se forman durante el funcionamiento de los motores.
Monta dos motores cohete propulsores líquidos YF-77. Se trata de un motor de ciclo abierto. Además es el primer motor criogénico chino con un alto nivel de empuje, un paso tecnológico significativo respecto del motor YF-75 utilizado en la tercera etapa de los cohetes de la serie CZ-3. El empuje total de los motores de primera etapa es de 1020 kN al nivel del mar y de 1400 kN al vacío, el impulso específico es de 310s y 426s, respectivamente.
Cada motor puede orientarse individualmente respecto al eje central en dos direcciones, proporcionando control del vector de empuje en cabeceo, guiñada y rotación.
El tiempo de encendido de la etapa es de hasta 520 segundos.

### Propulsores de apoyo
Cuatro propulsores de apoyo, o aceleradores, de propergoles líquidos, CZ-5-300, se fijan a los lados de la primera etapa y proporcionan el empuje principal del vehículo durante el lanzamiento. El empuje total de la primera etapa y los aceleradores en el momento del lanzamiento alcanza los 10.565 kN.
El diámetro del acelerador es de 3.35 m, la altura es de 27.6 m, el peso en seco es de unas 12 toneladas y contiene hasta 147 toneladas de propergoles, que son queroseno y oxígeno líquido.
El acelerador tiene dos motores de circuito cerrado YF-100, lo que le proporciona un empuje de 2.400 kN al nivel del mar, llegando a 2.680 kN en vacío. El impulso específico es de 300s al nivel del mar y 335s en el vacío. El mismo motor se usa en la primera etapa y los aceleradores laterales del vehículo de lanzamiento Larga Marcha-7; una versión modificada, acortada, del acelerador con un único YF-100 se usa como la primera etapa del vehículo de lanzamiento Larga Marcha-6.
Los aceleradores operan durante 173 segundos después del lanzamiento del vehículo. Transcurrido ese tiempo, a una altitud de aproximadamente 72 km, se desconectan mediante pernos explosivos. Para una mayor seguridad, se instalan pequeños motores de combustible sólido en las partes superior e inferior del acelerador, desviándolo de la primera etapa.

### Segunda etapa
Utilizado para lanzamientos de grandes cargas en órbitas altas. En su estructura, se asemeja a la segunda etapa del vehículo de lanzamiento Delta-4, con tanques de combustible de diferentes diámetros. El tanque de combustible (hidrógeno líquido) tiene el mismo diámetro que la primera etapa (5 m), mientras que el diámetro del tanque oxidante debajo de él (oxígeno líquido) es inferior a 4 m, junto con los motores, está oculto por la sección intermedia de la primera etapa.
La altura de la etapa es de aproximadamente 11,5 m, su peso en seco 3.400 kg. Contiene 26,5 toneladas de propergoles.
La etapa está equipada con dos motores de ciclo expansor YF-75D. Esta versión más potente del motor YF-75 dispone de un sistema de reencendido que le permite reiniciar los motores repetidamente durante el vuelo. El empuje total de la etapa es 176.52 kN, el impulso específico es 442s.
El tiempo de encendido de la etapa es de hasta 780 segundos.

### Tercera etapa, opcional
El bloque de refuerzo Yuanzheng-2 (YZ-2) se puede utilizar para llevar la carga directamente a la órbita geoestacionaria o a la órbita baja de la Tierra (para satélites del sistema de navegación, altitud de unos 22.000 km). Esta versión mejorada del reforzador Yuanzheng-1, se empezó a utilizar en 2015 en los cohete CZ-3. Diseñado específicamente para su uso en el Larga Marca-5, la versión YZ-2 tiene un diámetro y una capacidad de propergoles mayor, y está equipado con dos motores YF-50D en lugar de uno.
Utiliza propergoles hipergólicos: dimetilhidrazina asimétrica y tetraóxido de dinitrógeno.
El motor puede volver a encenderse para llevar con precisión los satélites a la órbita requerida durante muchas horas de vuelo.

### Cofia
Para proteger la carga útil durante el vuelo atmosférico, se utiliza una cofia de un diámetro exterior de 5,2 m. Para la versión básica del CZ-5, la longitud de la cofia es de 12,3 m, para la versión CZ-5B, se utilizará una cofia de 20,5 m, que permite acomodar una gran carga útil, como un módulo de estación espacial.

## Historial de vuelo

### Vuelo inaugural (3 de noviembre de 2016)
El vuelo inaugural del lanzador Long March 5 tuvo lugar el 3 de noviembre de 2016 el lanzador despega a las 12:43 UT y la fase de propulsión avanza de manera nominal. El lanzamiento se lleva a cabo desde la plataforma de lanzamiento de Wenchang para el lanzador construido en la base en la isla de Hainan en el suroeste de China. Después de los cohetes Long March 6 (lanzador ligero de propulsión líquida), Long March 11 (lanzador ligero de propulsor sólido) y Long March 11 (lanzador mediano), es el cuarto lanzador chino en realizar su primer vuelo en un período de 14 meses. Esta primera misión del lanzador pesado está destinada a probar su funcionamiento. Utiliza la versión cubierta de dos etapas de la etapa superior YZ-2 y lleva el satélite experimental Shijian-17 YZ-2. El conjunto formado por la etapa superior y Shijian-17 tiene una masa estimada de alrededor de 13 toneladas.

### Fallo del segundo vuelo (2 de julio de 2017)
Para su segundo vuelo que tiene lugar el 2 de julio de 2017, el lanzador Long March 5 colocará un satélite de telecomunicaciones experimental de 7,5 toneladas en la órbita geoestacionaria Shijian-18. Esta es la primera vez que utiliza la plataforma DFH-5, que utiliza las técnicas más avanzadas y es el satélite más grande lanzado por China. 5 minutos y 47 segundos después del despegue, el video transmitido por el cohete muestra la aparición de un chorro de gas blanco que parece resultar de una brecha en el conjunto de propulsión de la primera etapa. El apagado programado después de 465 segundos de vuelo tuvo lugar 105 segundos más tarde, lo que parece indicar que el sistema de pilotaje del lanzador intentó compensar el empuje insuficiente. La segunda etapa toma el control pero se apaga después de solo 3 minutos y 15 segundos, un tiempo mucho más corto que el programado. Tan pronto como se apaga la primera etapa, el lanzador, cuya velocidad es insuficiente, pierde altitud. El satélite no se pone en órbita. La pérdida, según algunas fuentes, se estima en 1.800 millones de yuanes (232 millones de euros) y retrasará las misiones lunares previstas. La falla se atribuye a la falla estructural de una turbobomba de un motor YF-77desde el primer piso. La inmovilización del lanzador tiene importantes consecuencias en el cronograma del ambicioso programa de exploración lunar del país.

### Reanudación de vuelos (27 de diciembre de 2019)
Después de una larga pausa de más de dos años, el lanzador realizó un tercer vuelo exitoso el 27 de diciembre de 2019 colocando el satélite de telecomunicaciones Shijan-20 en órbita geoestacionaria. Esto inaugura una nueva plataforma DFH-5 con un rendimiento en banda Ka de 70 gigabits de datos por segundo y con un enlace descendente de láser infrarrojo de hasta 4,8 gigabits por segundo.

### Primer vuelo de la versión 5B (5 de mayo de 2020)
El primer vuelo de la versión 5B tuvo lugar el 5 de mayo de 2020 a las 10 a. m. UTC, con el CASC confirmando el lanzamiento exitoso 20 minutos después del despegue. Esta versión sin segunda etapa es capaz de colocar más de 22 toneladas en órbita baja y tiene un carenado de 20,5 m de largo y 5,2 m de diámetro. La carga útil se coloca en órbita 488 segundos después del despegue. Es un prototipo de la nave espacial tripulada china de nueva generación, con una longitud de 8,8 m y una masa de 21,6 toneladas. La nave espacial realiza siete maniobras de elevación de órbita utilizando su propia propulsión, alcanzando un pico de alrededor de 8.000 km., para probar una reentrada de alta velocidad similar a un regreso de la órbita lunar. Enciende su propulsión en una última vez el 8 de mayo hasta las 5h 21m UTC para desorbitar. El módulo de tripulación y el módulo de servicio se separan a las 5h 33m UTC. La velocidad durante la reentrada atmosférica supera los 9 km/s. La cápsula ralentiza su descenso con tres paracaídas, amortiguando el impacto final con el suelo mediante airbags a las 5h 49 UTC en el desierto de Mongolia Interior Dongfeng, finalizando la misión a las 67 horas del buque.
Durante el lanzamiento, el Long March 5B también inserta su escenario central en una órbita elíptica de 151 por 317 km con una inclinación de 41 grados. El escenario vacío tiene entonces una masa de unas 20 toneladas, con una longitud de 31,7m y un diámetro de 5m. El 11 de mayo de 2020 a las 15h 33m UTC, el aparato entra a la atmósfera sobre el Océano Atlántico, sin causar daños, quince minutos antes, sobrevolaba la ciudad de Nueva York a solo 170 km sobre el nivel del mar. Por lo tanto, se evitó un posible accidente. Sin embargo, algunos informes indican que cayeron escombros en Costa de Marfil. Es el objeto más grande en realizar una reentrada incontrolada desde la desintegración de la estación espacial soviética Salyut 7 en 1991.

### Segundo vuelo de la versión 5B (29 de abril de 2021)

Declive de la órbita de la etapa central durante su reentrada incontrolada.

El segundo vuelo de la versión Larga Marcha 5 tuvo lugar el 29 de abril de 2021 a las 3h 23 UTC. Llevando a la órbita el primer módulo de la futura estación espacial china, Tianhe. Este primer módulo, con una masa de 22 toneladas, una longitud de 16,6 y un diámetro de 4,2 m, alcanza su altitud de 370 km y su inclinación de 41,5° sin incidentes. Al igual que el vuelo anterior, su etapa central se puso en órbita y comenzó su pérdida de altitud para desintegrarse en la atmósfera. Este reingreso se convirtió en incontrolado y provocó cobertura mediática internacional. Finalmente cayó en el Océano Índico cerca a islas de Maldivas.